# Colonisation de Llanquihue

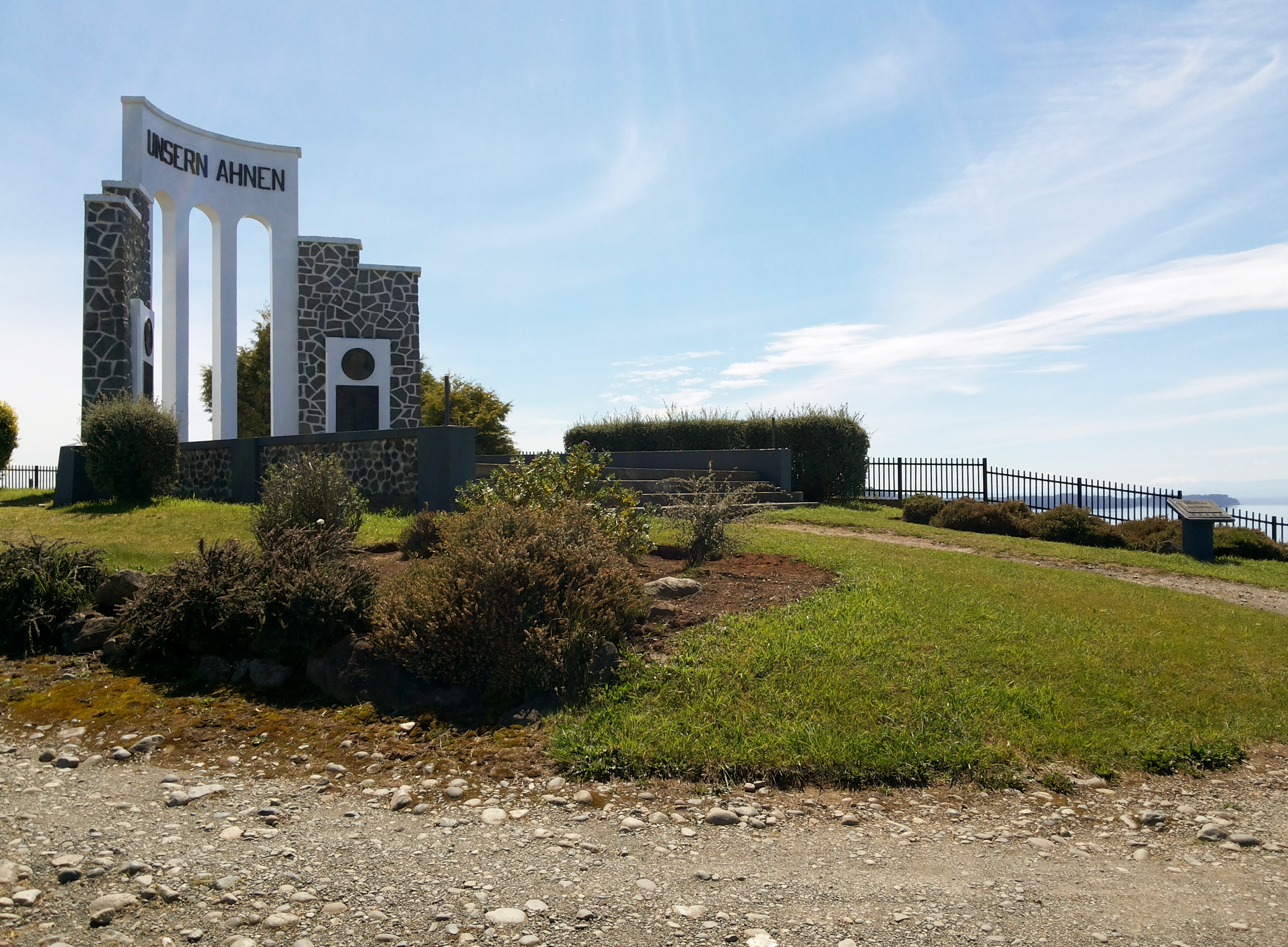
Unsern Ahnen, monument à la mémoire des immigrants allemands du lac Llanquihue.

La colonisation de Llanquihue est le processus historique survenu dans le Sud du Chili au cours du XIXe siècle, par lequel des colons se sont établis sur le territoire des peuples cunco et huilliche, correspondant en grande partie aux régions actuelles de Los Ríos et de Los Lagos (environs de Valdivia, Osorno et Llanquihue). 
Cette colonisation a été en très grande partie le fait de colons venus d'Allemagne, au nombre de 30 à 40 000, dans le cadre de la loi de colonisation (Ley de Colonización) promulguée à l'initiative du président chilien Manuel Bulnes en 1845. Ils auraient aujourd'hui 300 à 400 000 descendants vivant au Chili. 